# Новосёлово (Собинский район)
Новосёлово — деревня в Собинском районе Владимирской области России, входит в состав Копнинского сельского поселения.

## География
Деревня расположена на берегу реки Силуниха в 1,5 км на юг от центра поселения села Заречного и в 19 км на юго-запад от райцентра города Собинка.

## История
По писцовым книгам 1628-29 годов деревня принадлежала Троице-Сергиеву монастырю, в ней было 7 дворов крестьянских и 1 пустой. Деревня Новосёлово также упоминается в переписных книгах 1678 года в составе Осовецкого прихода.    
В конце XIX — начале XX века деревня входила в состав Копнинской волости Покровского уезда, с 1926 года в составе Болдинской волости Владимирского уезда. В 1859 году в деревне числилось 37 дворов, в 1905 году — 55 дворов, в 1926 году — 77 хозяйств и с/х кооператив.
С 1929 года деревня входила в состав Копнинского сельсовета Собинского района.

## Население
| 1859 | 1905 | 1926 |
| ---- | ---- | ---- |
| 244  | 375  | 331  |

| 1859 | 1905 | 1926 | 2002 | 2010 | 2021 |
| ---- | ---- | ---- | ---- | ---- | ---- |
| 244  | ↗375 | ↘331 | ↘46  | ↘26  | ↘24  |